# Matthieu de Boisset
Matthieu de Boisset, né le 27 août 1983 à Dijon, est un patineur de vitesse sur piste courte français.

## Biographie
Il remporte la médaille d'argent du relais aux Championnats d'Europe de patinage de vitesse sur piste courte 2006.